# Holconia immanis
Espèce
Holconia immanis est une espèce d'araignées aranéomorphes de la famille des Sparassidae. En Australie, elle porte le nom vernaculaire anglais de « giant banded huntsman ».

## Répartition
Cette espèce se rencontre dans les États du Queensland et du Victoria en Australie.

## Description
C'est l'une des plus grandes espèces d'araignées Araneomorphae en Australie avec Typostola barbata et Beregama aurea, avec une longueur de corps de 4,5 cm et une envergure pouvant atteindre 16 à 20 cm.
Cette espèce est parfois difficilement identifiable par rapport à d'autres Holconia comme Holconia insignis ou Holconia murrayensis, en raison de leurs zones géographiques partagées. Elle possède souvent une zone d'ombre pleine sur le céphalotorax et partielle sur l'abdomen. Ce dernier est également plus long et moins large.
Elles se nourrissent d'un large éventail d'autres invertébrés, notamment des papillons, des grillons, des cafards et d'autres araignées. Les plus gros spécimens se nourrissent également de petits vertébrés, comme des grenouilles et des geckos.
Cette espèce est considérée comme l'une des plus grandes Sparassidae à travers le globe, avec Typostola barbata et Beregama aurea, derrière Heteropoda maxima.

## Systématique
Le nom valide complet (avec auteur) de ce taxon est Holconia immanis L. Koch, 1867).
Holconia immanis a pour synonyme :
- Holconia whitei (Bonnet, 1957)